# Богомолов, Владимир Петрович
Владимир Петрович Богомолов (12 января 1948 — 5 июля 2023) — советский хоккеист, нападающий, тренер. Российский спортивный функционер.

## Биография
Воспитанник ЦСКА. Всю карьеру в командах мастеров — восемь сезонов (1968/69 — 1975/76) — провёл в московском «Локомотиве».
С конца 1970-х — тренер юниорских и молодёжной сборных СССР. Главный тренер сборной России — бронзового призёра чемпионата среди юниорских команд 1992.
Более 20 лет проработал в Олимпийском комитете России. Глава аппарата президента ОКР (2004—2010), был первым помощником президента ОКР, помощником секретариата почётных президентов ОКР.
Награждён памятной медалью «XXII Олимпийские зимние игры и XI Паралимпийские зимние игры 2014 года в г. Сочи», медалью «80 лет Госкомспорту России».
Заслуженный работник ОКР, заслуженный работник физической культуры (1998).
Скончался 5 июля 2023 года в возрасте 75 лет.